# Ojrat-Halha jezici
Ojrat-Halha jezici (Oirat-Khalkha) ogranak od (7) mongolskih jezika. Dijeli se na:
a. halha-burjatski (5):
a1. burjatski (3) Mongolija, Rusija, Kina: burjatski jezici (3 jezika: bargu u Kini; ruskoburjatski u Rusiji, mongolskoburjatski ili bur:aad u Mongoliji),
a2. mongolski (2) Mongolija, Kina: halha mongolski, monggol (menggu jezik).
b. [[ojrat-halha-darhat jezici|ojrat-halha-darhat] (2): darhat, kalmik-ojrat,

## Vanjske poveznice
- Ethnologue (14th)
- Ethnologue (15th)